# دونالد نورمان مكاي
دونالد نورمان مكاي (بالإنجليزية: Donald Norman McKay)‏ هو سياسي نيوزلندي، ولد في 28 نوفمبر 1908 في نيوزيلندا، وتوفي في 30 مارس 1988. انتخب عضو مجلس النواب النيوزيلندي.